# Dobbelthoben i Perseus
Dobbelthoben i Perseus, kort Dobbelthoben, udgøres af de to åbne hobe NGC 869 og NGC 884, som individuelt ofte betegnes henholdsvis h Persei og {\displaystyle \chi } (chi) Persei. De står tæt ved hinanden i stjernebilledet Perseus. Både NGC 869 og NGC 884 kan ses med det blotte øje og har afstande på omkring 7500 lysår fra Solsystemet. Hobene befinder sig i Mælkevejsgalaksens Perseus-arm. Dobbelthoben er medtaget i Caldwell-kataloget som nummer 14.

## Beskrivelse af hobene
NGC 869 har en masse på 4 700 {\displaystyle {\text{M}}_{\odot }} (solmasser) og for NGC 884 er massen 3 700 {\displaystyle {\text{M}}_{\odot }}. Begge hobe omgives af udstrakte stjernehaloer. Den samlede masse af hele systemet er mindst 20 000 {\displaystyle {\text{M}}_{\odot }}. De danner kernen af Perseus OB1-associationen, som udgøres af unge, varme B-stjerner.
Stjernerne i de to hobe er relativt unge objekter, idet begge har en alder på kun 14 millioner år. Til sammenligning er alderen af den iøjnefaldende åbne hob Pleiaderne anslået til mellem 75 og 150 millioner år.
Hver af hobene indeholder mere end 300 blåhvide superkæmper. Spektrene viser, at begge hobe er blåforskudte. NGC 869 nærmer sig Solsystemet med en fart på 39 km/s og NGC 884 med 38 km/s, omtrent samme fart. De varmeste hovedseriestjerner er af spektralklasse B0. NGC 884 indeholder fem markante røde superkæmper, som alle er variable og har størrelsesklasser på omkring 8: RS Persei, AD Persei, FZ Persei, V403 Persei og V439 Persei.

## Historie
Den græske astronom Hipparchus katalogiserede hoben som en tågeklat i Perseus så tidligt som 130 fvt. For arabiske beduiner markerede hoben halen af den mindste af to fisk, som de forestillede sig i området, og de blev medtaget på illustrationer i astronomen Abd al-Rahman al-Sufis bog Bogen om fiksstjerner. Dobbelthobens sande natur blev først opdaget med opfindelsen af kikkerten mange hundrede år senere. I begyndelsen af 1800-tallet var William Herschel den første til at erkende, at det drejede sig om to adskilte hobe. Dobbelthoben er ikke medtaget i Charles Messiers katalog, men optræder i Caldwell-kataloget over populære deep-sky objekter.
Den tyske kartograf Johann Bayer tildelte i sit betydningsfulde himmelatlas Uranometria fra 1603 de to hobe betegnelserne h Persei og {\displaystyle \chi } Persei. Det er blevet postuleret, at Bayer ikke havde opløst hoben i to komponenter og at {\displaystyle \chi } refererer til Dobbelthoben og h til en nabostjerne. Ganske vist viser Bayers Uranometria-kort over Perseus dem som et enkelt tåget objekt, men på nabokortet over Cassiopeia er der to, og på Schillers Coelum Stellatum Christianum, som blev samlet med hjælp fra Bayer, bliver de betegnet som Nebulosa Duplex.

## Synlighed
Set fra Danmark og generelt nord for ca. 30° sydlig bredde er dobbelthoben cirkumpolar, dvs. at den til ethvert tidspunkt står over horisonten. Den står i toppen af stjernebilledet Perseus og nær grænsen til Cassiopeia, som har en karakteristisk W-form.
Dobbelthoben ligger (tilfældigvis) tæt på radianten for for stjerneskudssværmen Perseiderne, som topper årligt omkring den 12. eller 13. august. Det er let at lokalisere Dobbelthoben på den nordlige himmel, men for at observere de to dele hver for sig er det bedst med hjælpemidler (en prismekikkert eller et lille teleskop). De beskrives som værende et betagende syn og bliver ofte nævnt som et mål i amatørastronomiske guider.

## Mytologisk baggrund
I græsk mytologi var Perseus en berømt helt, søn af den græske overgud Zeus. Ud over halshugningen af Medusa udførte Perseus andre heltegerninger, såsom at redde den etiopiske prinsesse Andromeda, der var lænket til en klippe som et offer til havuhyret Ketos. Guderne eviggjorde Perseus ved at anbringe ham blandt stjernerne med Medusas hoved i den ene hånd og det juvelbesatte sværd i den anden. Dobbelthoben repræsenterer det juvelbesatte håndtag på dette sværd.